# Partita pentru vioară în re minor, BWV 1004 (Johann Sebastian Bach)
Partita în re minor pentru vioară solo (BWV 1004), de Johann Sebastian Bach, a fost scrisă probabil între anii 1717 și 1720, fiind una dintre lucrările integrate în ciclul compozițional Sonatele și Partitele pentru vioară solo. 

## Structura
Partita este alcătuită din cinci mișcări, denumite în italiană:
1. Allemanda
2. Corrente
3. Sarabanda
4. Giga
5. Ciaccona

Mișcările corespund unor dansuri specifice vremii, fiind frecvent menționate sub varianta denumirilor franceze ale acestora: Allemande, Courante, Sarabande, Gigue și Chaconne. Mișcarea finală este realizată în forma unor variații, iar durata acesteia este aproximativ egală cu cea a primelor patru mișcări la un loc.
Timpul necesar interpretării acestei partite variază între 26 și 32 de minute, în funcție de abordare și stilul interpretativ.

## Interpretări
Profesorul Helga Thoene sugerează că această partită, în special ultima sa mișcare, a fost un „tombeau” (piesă funerară), în memoria primei soții a lui Bach, Maria Barbara Bach (care a murit în anul 1720), această teorie fiind totuși extrem de controversată.
Yehudi Menuhin a afirmat despre Ciaccona că ar fi „cea mai importantă structură pentru vioară solo care există”.
Violonistul Joshua Bell a susținut că Ciaccona „nu este doar una dintre cele mai mari lucrări muzicale realizate vreodată, dar totodată și una dintre cele mai importante realizări ale oricărui om în istorie. Este o lucrare puternică din punct de vedere spiritual și emoțional, dar și perfectă din punct de vedere structural”."El a interpretat lucrarea în L'enfant Plaza pentru Washington Post.
George Enescu, în calitate de violonist, a vut în repertoriul său această Partită.

## Transcripții ale Ciacconei

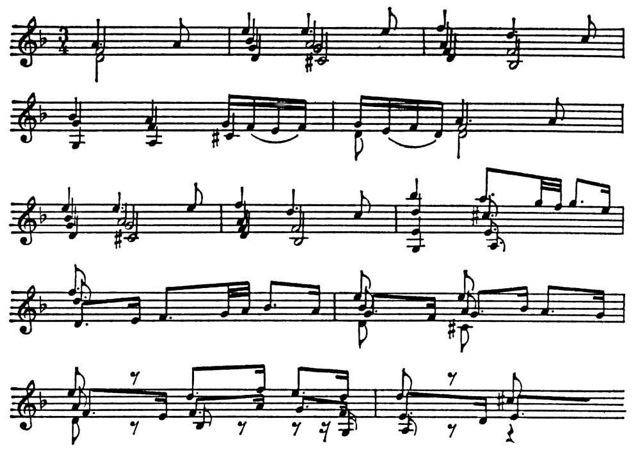
Ciaccona

### Transcripții pentru pian
În de pe vremea lui Bach, câteva transcrieri ale lucrării au fost realizate pentru diverse instrumente. Pe parcursul secolelor XIX-XX, s-au efectuat transcipții pentru pian, de  Joachim Raff și Ferruccio Busoni, respectiv pentru mâna stângă, la pian (de Brahms).

Johannes Brahms, într-o scrisoare către Clara Schumann din iunie 1877, a afirmat despre Ciaccona:
„On one stave, for a small instrument, the man writes a whole world of the deepest thoughts and most powerful feelings. If I imagined that I could have created, even conceived the piece, I am quite certain that the excess of excitement and earth-shattering experience would have driven me out of my mind.”
Felix Mendelssohn și Robert Schumann au realizat acompaniamente pentru pian ale acestei lucrări.

### Transcripții pentru orgă
Cea mai veche versiune pentru orgă este realizată de William Thomas Best. Alte transcripții au fost realizate de John Cook, Wilhelm Middelschulte, Walter Henry Goss-Custard (1915-55), și Henri Messerer (1838-1923).
În prefața transcripției sale din 1955, John Cook scrie: "Ciaccona este, într-un mod sublim, satisfăcătoare în forma sa originală, însă, cu toate acestea, mulți vor fi de acord cu faptul că o singură vioară este în măsură doar să sugereze vasetele implicații ale acestei lucrări ... Este rezonabil să presupunem că Bach ar fi ales orga dacă ar fi transcris Ciaccona el însuși, în ideea că acesta ar fi instrumentul cel mai potrivit pentru intențiile sale... O bună interpretare violonistică ar putea fi considerată cel mai bun ghid pentru interpretarea lucrării la orgă — cele două instrumente nu sunt considerate fără a avea puncte în comun, ambele fiind iubite de Bach."

### Transcripții pentru violoncel
Există o transcripție a Ciacconei pentru violoncel solo, realizată de violoncelistul Johann Sebastian Paetsch, în 2015. Aceasta a fost publicată de către Hofmeister Musikverlag în Leipzig.

### Transcripții pentru chitară
Ciaccona este adesea interpretată la chitară. Marc Pincherle, Secretar al Societății Franceze de Muzicologie din Paris, a scris în 1930: "Dacă, în ceea ce privește anumite pasaje monodice rapide, opinia este împărțită între vioară și chitară ca mijloc interpretativ mai bun, chitara triumfă întotdeauna în pasajele polifonice; astfel, ne putem referi la aproape întreaga lucrare. Timbrul de chitară creează o nouă și emoțională rezonanță, alături de neașteptate gradații dinamice în acele pasaje care ar fi putut fi create doar pentru vioară; ca, de exemplu, variațiile în arpegii."
Cea mai bine cunoscută transcripție pentru chitară este cea a lui Andrés Segovia. Mulți chitariști din ziua de astăzi preferă să interpreteze Ciaccona direct din partitura pentru vioară.

### Transcripții pentru orchestră
Există o serie de transcripții ale Ciacconei pentru orchestre de diferite dimensiuni, incuzând transcripția lui Leopold Stokowski pentru orchestră simfonică.

## Literatură
În 2005, Joseph C. Mastroianni a publicat romanul Chaconne. Milo, abandonat de tatăl său care i-a prezentat Ciaccona pentru prima dată, studiază în Spania timp de patru ani, pentru a ajunge să stăpânească lucrarea.
În 2008 Arnold Steinhardt, solist violonist și prim-violonist al Cvartetului de Coarde Guarneri a publicat Violin Dreams, o carte de memorii despre viața sa ca violonist și despre provocarea supremă: interpretarea Ciacconei lui Bach.